# Anna Osmakowicz
Anna Osmakowicz (ur. 14 marca 1963 w Warszawie) – polska wokalistka, aktorka.

## Kariera
Ukończyła klasę fortepianu prof. Kornelii Gniazdowskiej, flet w klasie prof. Danuty Marciniak oraz wydział wokalny u prof. Zofii Traczyk i Katarzyny Zachwatowicz. W latach 1979–1981 uczestniczyła w warsztatach jazzowych w Chodzieży u prof. Tomasza Ochalskiego. W latach 1979–1981 występowała w cyklicznych programach radiowych w kawiarni "Podwieczorek przy mikrofonie" pod kier. muz. Stefana Rachonia. W 1982 roku wystąpiła na Festiwalu Piosenki Czeskiej i Słowackiej. W 1984 roku grała w musicalu pt. "Orfeusz i Eurydyka w krainie tęczy" (reż. Ryszard Cieśla) w Teatrze Nowym w Warszawie. W 1984 roku otrzymała główną nagrodę "Złoty Samowar" na Festiwalu Piosenki Radzieckiej w Zielonej Górze wraz z zespołem wokalnym "Impuls". W 1985 roku odbyła tournée po Związku Radzieckim. W 1986 roku występowała w musicalach w teatrze muzycznym “Syrena”. Od 1986 do 2003 r. związana była na stałe z Teatrem Wielkim - Operą Narodową w Warszawie. Śpiewała w spektaklach takich, jak: "Halka", "Straszny dwór", "Carmen", "Macbeth", "Otello", "Skrzypek na dachu", "Madame Butterfly", "Bramy raju", "Siedem bram Jerozolimy". Występowała m.in. we Francji, Niemczech, Szwajcarii, Rosji, Azerbejdżanie, Japonii, Chinach, Grecji, Węgrzech, Brazylii i w Izraelu. Śpiewa i nagrywa utwory, piosenki i kolędy w języku esperanto, propagując polską kulturę poza granicami kraju. W 2004 roku wróciła na estradę, koncertuje i nagrywa utwory muzyki rozrywkowej. Ma na swoim koncie współprace z kompozytorami t.j.: Wojciech Piętowski, Tadeusz Prejzner, Marek Sewen, Jerzy Milian, Stanisław Niwelt, Janusz Papaj, Andrzej Seroczyński, Ryszard Szeremeta, Jan Wierzbica, Leszek Gryczka, Wojciech Gogolewski, Marek Karolski, Paweł Stawiński, Krzysztof Heering, Włodzimierz Nahorny oraz autorami tekstów t.j.: Jerzy Miller, Jonasz Kofta, Zuzanna Celmer, Leon Sęk, Anna Warecka, Wojciech Młynarski, Janusz Kondratowicz.

## Dyskografia

### Albumy solowe
- 2005 – En kristnaska hor (kolędy i pastorałki /esperanto/)
- 2006 – Kristabia festo (kolędy i pastorałki /esperanto/)
- 2008 – Wigilijna Noc (pastorałki)
- 2009 – Dzisiaj Wielkanoc
- 2009 – Intymny świat (ballady jazzowe)
- 2009 – Kolędy
- 2013 – bez Ciebie... (kompozycje Tadeusza Prejznera)

### Kompilacje
- 1990 – Piosenki Tadeusza Prejznera
- 1991 – Od Turowa jadę
- 1992 – Miłość ubrana w wiersze
- 1993 – Pastorałki i kolędy
- 1999 – Ojcze Święty śpiewamy dla Ciebie
- 2001 – Bilet do radości
- 2002 – Rzeka wspomnień
- 2005 – Pieśni dla Ojca Świętego Papieża Jana Pawła II